# 黑花紫菊
黑花紫菊（学名：Notoseris melanantha）为菊科紫菊属的植物，是中国的特有植物。分布在中国大陆的四川等地，生长于海拔2,050米的地区，一般生于山谷林缘，目前尚未由人工引种栽培。